# Francis Scott Fitzgerald

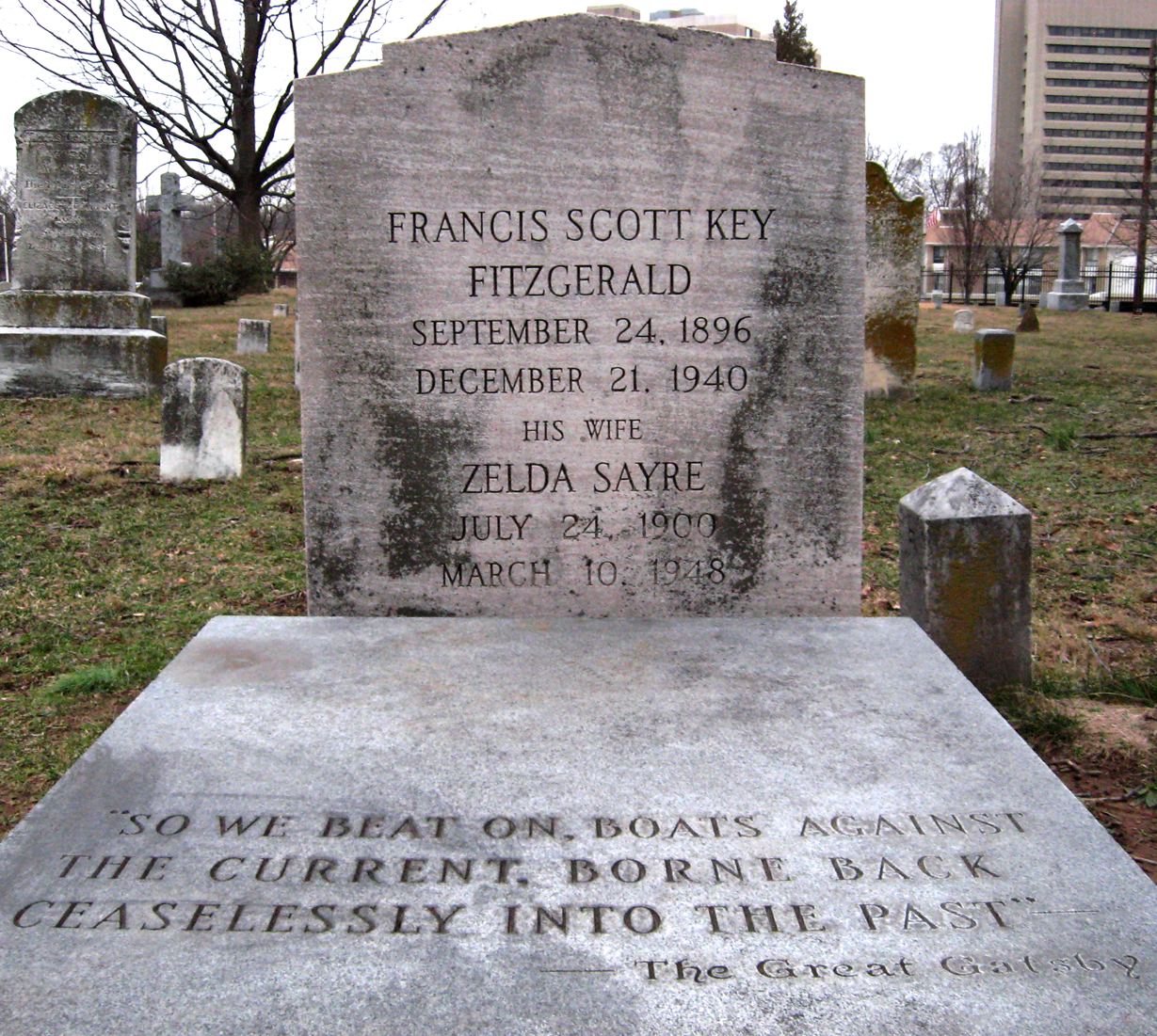
Nagrobek Francisa Scotta Fitzgeralda i jego żony na cmentarzu w Rockville

Francis Scott Fitzgerald (ur. 24 września 1896 w Saint Paul, zm. 21 grudnia 1940 w Los Angeles) – amerykański pisarz, nowelista, scenarzysta filmowy.

## Życiorys
Urodził się w katolickiej, irlandzkiej rodzinie w Saint Paul, stolicy stanu Minnesota. Imiona otrzymał po sławnym dalszym kuzynie (ze strony ojca), Francisie Scotcie Keyu (1779–1843), autorze hymnu państwowego Stanów Zjednoczonych, The Star-Spangled Banner.
W 1913 podjął studia na Uniwersytecie w Princeton, które przerwał w 1917, by wstąpić do wojska. W 1920 wziął ślub z Zeldą Fitzgerald (z domu Sayre), z którą miał ukochaną córkę, Scottie. Zelda Fitzgerald była inspiracją wielu najbardziej znanych bohaterek płci żeńskiej w utworach Francisa Scotta Fitzgeralda (np. Nicole Diver w utworze Czuła jest noc), a później także inspiracją tytułowej bohaterki popularnej serii gier komputerowych, The Legend of Zelda.

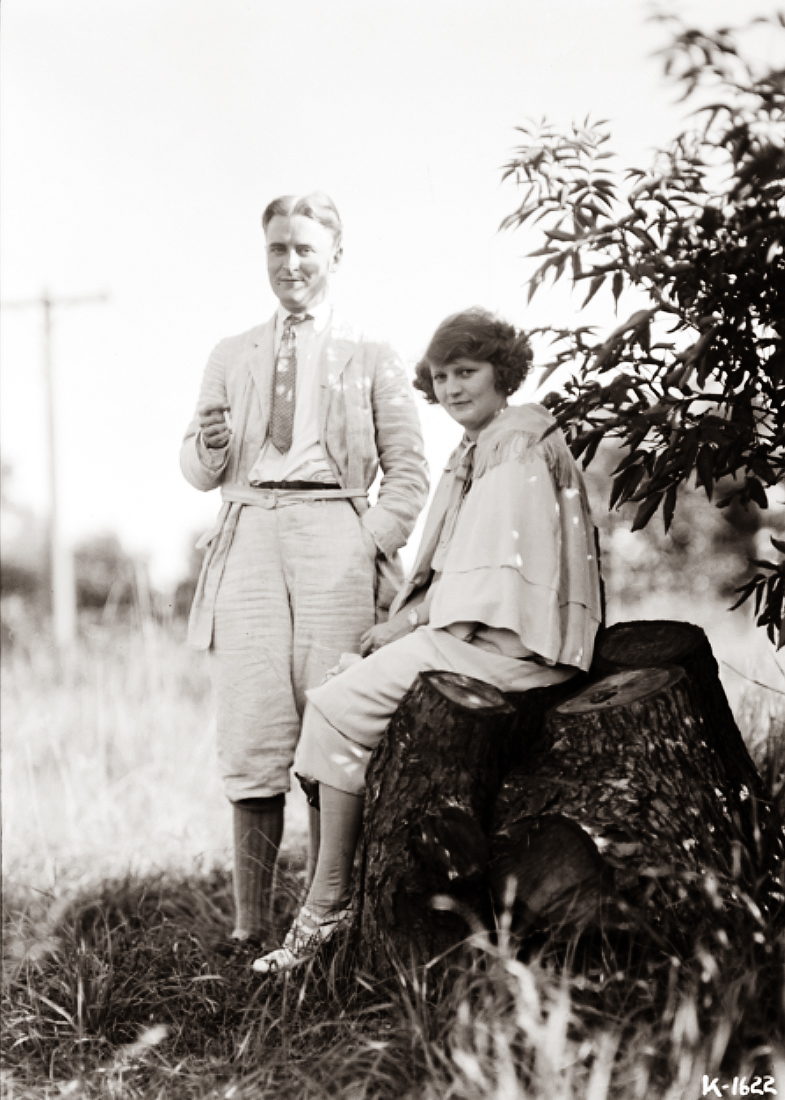
Scott i Zelda (1921)

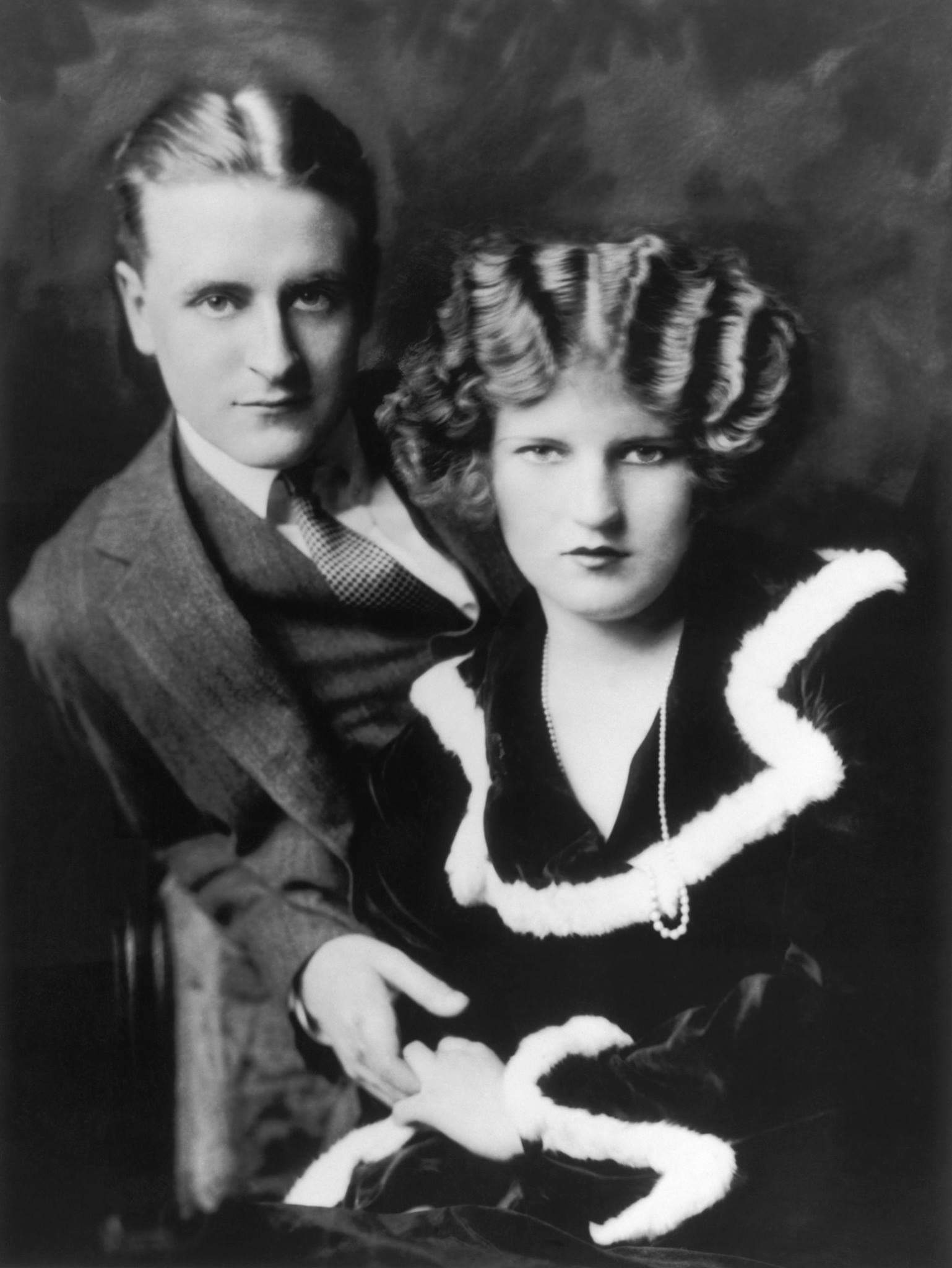
Scott i Zelda (1923)

Scott i Zelda wiedli bujne życie towarzyskie w Stanach i Francji, zwłaszcza na Riwierze Francuskiej. Byli bohaterami setek anegdot i dziesiątków skandali. Scott miał skłonność do nadużywania alkoholu. Znaczna część sporych dochodów rodziny szła na utrzymanie niezbornej psychicznie Zeldy, a część na wychowanie i naukę Scottie. Los córki był obsesją pisarza. Chciał, by była świetnie wykształcona, mądra i moralna. Prowadził dla niej osobne wykłady, podsuwał lektury.
Brał udział w przyjęciach mających miejsce w domu Gertrude Stein, gdzie spotkał ludzi takich jak James Joyce, Ernest Hemingway i Pablo Picasso.
W Hollywood żył i mieszkał z Sheilą Graham, dziennikarką. Jednak do końca, mimo choroby Zeldy i swoich romansów, Fitzgerald chciał zachować rodzinę, a żadna kobieta nie fascynowała go bardziej od żony.
Scott zmarł przedwcześnie, w wieku 44 lat. Przyczyną śmierci był drugi atak serca, spowodowany chorobą alkoholową. Od 1975 Francis Scott Fitzgerald jest pochowany wraz z żoną na cmentarzu przy parafii św. Marii w Rockville, w stanie Maryland.

## Twórczość
Francis Scott Fitzgerald był jednym z czołowych przedstawicieli straconego pokolenia pisarzy amerykańskich, w swojej twórczości ukazał swoje rozczarowanie i anarchiczny bunt młodego pokolenia amerykańskiego wobec rzeczywistości po zakończeniu I wojny światowej.
Jego utwory, na których piętno odcisnęły przemiany ideowo-moralne i obyczajowe w stosunkach amerykańskich w latach dwudziestych XX wieku, zjednały mu opinię kronikarza epoki jazzu.
Dorobek pisarza obejmuje następujące powieści:
- This Side of Paradise (Po tej stronie raju) (1920, wyd. polskie 1992)
- The Beautiful and Damned (Piękni i przeklęci) (1922, wyd. polskie 1996)
- The Great Gatsby (Wielki Gatsby) (1925, wyd. polskie 1962)
- Tender is the Night (Czuła jest noc) (1934, wyd. polskie 1967)
- The Love of the Last Tycoon (Ostatni z wielkich) (1941, wyd. polskie 1975)

Napisał również wiele opowiadań, w Polsce opublikowano pięć zbiorów: Historia jednego wyjazdu (1962), Odwiedziny w Babilonie (1963), Piękność Południa i inne opowiadania (1981), Popołudnie pisarza i inne opowiadania (1989) oraz Ciekawy przypadek Benjamina Buttona i inne opowiadania (2008). W Polsce wydane zostały jego listy do córki pod tytułem Francis Scott Fitzgerald. Listy do córki (1982).
Jako scenarzysta w Hollywood pracował dla Metro-Goldwyn-Mayer i Twentieth Century Fox. Pisał scenariusze, poprawiał teksty innych scenarzystów (np. po Aldousie Huxleyu scenariusz Curie-Skłodowska dla Grety Garbo, szlifował tekst Przeminęło z wiatrem). Jego ostatnie honorarium wynosiło 700 dolarów tygodniowo.

## Odniesienia w kulturze
- Fitzgeralda sportretował Gregory Peck w filmie Ukochany niewierny (1959, reż. Henry King)[5].
- Fitzgerald jest postacią w filmie Woody'ego Allena O północy w Paryżu. Zagrał go Tom Hiddleston[6].